# Cantó de Moissac-1
El cantó de Moissac-1 és un cantó francès del departament de Tarn i Garona, situat al districte de Los Sarrasins. Té 5 municipis i el cap és Moissac.

## Municipis
- Moissac
- Bodon
- Malausa
- Sent Pau dels Pins
- Sent Vincenç de l'Espinassa

## Història
| Data d'elecció                           | Identitat        | Partit | Qualitat |
| ---------------------------------------- | ---------------- | ------ | -------- |
| 1982-2001                                | Jean-Paul Nunzi  | PS     |          |
| 2001-                                    | Pierre Guillamat | PRG    |          |
| les dades anteriors no són pas conegudes |                  |        |          |
|                                          |                  |        |          |